# Ходжкин, Томас Лайонел
Томас Лайонел Ходжкин (англ. Thomas Lionel Hodgkin; 3 апреля 1910 — 25 марта 1982) — английский историк-марксист и африканист, «сделавший больше всех для создания серьёзных исследований африканской истории» в Великобритании. Был женат на лауреатке Нобелевской премии Дороти Ходжкин.

## Ранние годы
Томас Лайонел Ходжкин родился в Хедингтон-Хилле недалеко от Оксфорда. Названный в честь своего деда, историка Томаса Ходжкина (племянника ещё одного тёзки, медика Томаса Ходжкина), он был сыном ректора Королевского колледжа в Оксфорде Роберта Ховарда Ходжкина и Дороти Форстер Смит, дочери историка Альфреда Лайонела Смита.
С 1928 по 1932 годы Ходжкин был студентом-антиковедом в Баллиол-колледже Оксфордского университета, где получал стипендию Мемориала Хиггса по английской филологии. Сдал экзамены по Literae Humaniores (философия и древняя история) в 1932 году.

## Палестина
Стипендия (demyship) в оксфордском колледже Магдалины в 1932—1933 годах позволила ему путешествовать. В итоге он провёл годы работая в Палестине — вначале в составе археологической экспедиции, затем в качестве чиновника британской администрации. Участвовал в археологических раскопках Джона Гарстанга в Иерихоне. С 1934 по 1936 год Ходжкин находился на государственной службе в Палестине, в течение некоторого времени являясь личным секретарем местного верховного комиссара. Там Ходжкин начал критиковать британский империализм. Уйдя с колониальной службы в апреле 1936 года, он надеялся остаться в Палестине, но за поддержку арабского восстания был выслан из страны по приказу британской администрации.
Вернувшись в Лондон, где он останавливался у двоюродной сестры своего отца Марджери Фрай и вступил в Коммунистическую партию, Ходжкин пытался перепрофилироваться на профессию школьного учителя. В 1937 году он женился на Дороти Кроуфут. В 1939 году, признанный непригодным к военной службе по медицинским показаниям (он страдал от нарколепсии), Ходжкин стал преподавать в Рабочей образовательной ассоциации в северном Стаффордшире. В сентябре 1945 года он стал секретарём Оксфордского представительства по заочным исследованиям и научным сотрудником Баллиольского колледжа Оксфорда.

## Путешествие по Африке
Впервые посетив британскую колонию Золотой Берег (современная Гана) в 1947 году, заинтересовался историей Африки и современными проблемами африканских национально-освободительных движений. Сдружившись после 1951 года с лидером местной борьбы за независимость Кваме Нкрумой, он составил для Союза демократического контроля брошюру в поддержку самоопределения Золотого Берега.
В 1952 году Ходжкин оставил работу в Оксфорде и отправился в путешествие по Африке. После публикации книги «Национализм в колониальной Африке» (1956) он заинтересовался исламской историей Африки.

## Поздние годы
Он работал по совместительству в Северо-Западном университете (Иллинойс) и Университете Макгилла (Монреаль). Кроме того, принимал участие в создании университетов в Нигерии, Гане и Судане. Среди прочего, был секретарём комиссии по реформе университетов Ганы, а в 1962 году вернулся в эту страну на три года, чтобы возглавить новый Институт африканских исследований при Университете Ганы. Он также был советником Кваме Нкрумы в качестве первого президента Ганы.
С 1965 года до выхода на пенсию в 1970 году был лектором в Оксфордском университете.

## Труды
Автор ряда работ об истории Африки, империализме, национально-освободительном движении и политических партиях:
- «Hating Italy», Red Rags : Essays of Hate from Oxford, ed. R. C. Carr, London: Chapman & Hall, 1933, 161—176
- Nationalism in Colonial Africa (Frederick Muller, 1956. 2nd edn, 1957. E-Book 2008)
- (ed.) Nigerian Perspectives (Oxford University Press, 1960. 2nd edn, 1975)
- African Political Parties (Penguin Books, 1961)
- Vietnam: the Revolutionary Path (Macmillan, 1981)